# Macrodiprion nemoralis
Macrodiprion nemoralis är en stekelart som först beskrevs av Eduard Enslin 1917.  Macrodiprion nemoralis är ensam i släktet Macrodiprion som ingår i familjen barrsteklar. Arten är reproducerande i Sverige.